# Michał Kozłowski (siatkarz)
Michał Kozłowski (ur. 16 lutego 1985 w Gorlicach) – polski siatkarz, grający na pozycji rozgrywającego. 

## Życiorys
Michał Kozłowski siatkarską karierę rozpoczynał w GKPS Gorlice, następnie występował w SMS-ie Spała i AZS UWM Olsztyn. W 2004 został zawodnikiem Mostostalu-Azoty Kędzierzyn-Koźle. Grał w nim przez trzy następne lata, ale był w tym czasie jedynie rezerwowym – pierwszymi rozgrywającym byli Piotr Lipiński, a później reprezentant Czech Petr Zapletal. W 2007 Kozłowski przeszedł do AZS Nysy, w której barwach w sezonie 2007/2008 wystąpił we wszystkich meczach I ligi. Ze względu na problemy finansowe tego klubu, w 2008 zdecydował się podpisać roczną umowę z Fartem Kielce. W sezonie 2008/2009 z kielecką drużyną zmagania II ligi gr. 4 zakończył na 1. miejscu, kwalifikując się do rywalizacji barażowej o awans do I ligi. W pierwszym turnieju rozegranym w Hali Legionów Fartowi nie udało się zająć żadnego z dwóch pierwszych miejsc, jednakże awans wywalczył podczas turnieju w Jaworznie. W 2009 przedłużył kontrakt ze swoim klubem, a rok później uzyskał z nim promocję do PlusLigi. Do czasu przyjścia do zespołu Macieja Dobrowolskiego, Kozłowski pełnił w Farcie funkcję kapitana. W barwach kieleckiego zespołu występował do 2013, a po 5 sezonach spędzonych w Kielcach podpisał dwuroczny kontrakt z Asseco Resovią Rzeszów. Pierwszy sezon spędził jednak na wypożyczeniu w AZS Częstochowa, w drugim sezonie wrócił jednak do Rzeszowa by zastąpić kontuzjowanego na początku sezonu Fabiana Drzyzgę. W grudniu 2014 roku rozwiązał kontrakt z Resovią i przeniósł się do drużyny Mistrza Słowenii - ACH Volley Lublana, z którą wywalczył Mistrzostwo i Puchar Słowenii.
| Lata                      | Klub                               |                   |                   |                   |                   |                   |                   |                   |                   |                   |
| kariera juniorska         | kariera juniorska                  | kariera juniorska | kariera juniorska | kariera juniorska | kariera juniorska | kariera juniorska | kariera juniorska | kariera juniorska | kariera juniorska | kariera juniorska |
| ------------------------- | ---------------------------------- | ----------------- | ----------------- | ----------------- | ----------------- | ----------------- | ----------------- | ----------------- | ----------------- | ----------------- |
| –2000                     | GKPS Gorlice                       |                   |                   |                   |                   |                   |                   |                   |                   |                   |
| 2000–2004                 | SMS PZPS Spała                     |                   |                   |                   |                   |                   |                   |                   |                   |                   |
| 2003–2004                 | AZS UWM Olsztyn                    |                   |                   |                   |                   |                   |                   |                   |                   |                   |
| kariera seniorska         |                                    |                   |                   |                   |                   |                   |                   |                   |                   |                   |
| 2004–2007                 | Mostostal-Azoty Kędzierzyn-Koźle   |                   |                   |                   |                   |                   |                   |                   |                   |                   |
| 2007–2008                 | AZS PWSZ Nysa                      |                   |                   |                   |                   |                   |                   |                   |                   |                   |
| 2008–2013                 | Fart Kielce / Effector Kielce      |                   |                   |                   |                   |                   |                   |                   |                   |                   |
| 2013–2014                 | AZS Częstochowa                    |                   |                   |                   |                   |                   |                   |                   |                   |                   |
| 2014–2014 (do 11.2014)    | Asseco Resovia Rzeszów             |                   |                   |                   |                   |                   |                   |                   |                   |                   |
| 2014–2016 (od 29.11.2014) | ACH Volley Lublana                 |                   |                   |                   |                   |                   |                   |                   |                   |                   |
| 2016–2016 (do 12.2016)    | AS Cannes VB                       |                   |                   |                   |                   |                   |                   |                   |                   |                   |
| 2016–2017 (od 29.12.2016) | Espadon Szczecin                   |                   |                   |                   |                   |                   |                   |                   |                   |                   |
| 2017–2019                 | Trefl Gdańsk                       |                   |                   |                   |                   |                   |                   |                   |                   |                   |
| 2019–2021                 | Onico Warszawa                     |                   |                   |                   |                   |                   |                   |                   |                   |                   |
| 2021–2022                 | Grupa Azoty ZAKSA Kędzierzyn-Koźle |                   |                   |                   |                   |                   |                   |                   |                   |                   |
| 2022–2024                 | Aluron CMC Warta Zawiercie         |                   |                   |                   |                   |                   |                   |                   |                   |                   |
| 2024–                     | Projekt Warszawa                   |                   |                   |                   |                   |                   |                   |                   |                   |                   |

## Sukcesy klubowe
Puchar Słowenii:
- 2015, 2016

MEVZA - Liga Środkowoeuropejska:
- 2016
- 2015

Mistrzostwo Słowenii:
- 2015, 2016

Puchar Polski:
- 2018, 2022[10], 2024[11]

Mistrzostwo Polski:
- 2022[12]
- 2024[13]
- 2018, 2021, 2025[14]

Liga Mistrzów:
- 2022

## Sukcesy reprezentacyjne
Mistrzostwa Europy Kadetów:
- 2003

Olimpijski Festiwal Młodzieży Europy:
- 2003

## Nagrody indywidualne, Wyróżnienia
- 2017: Najlepszy rozgrywający XII Memoriału Zdzisława Ambroziaka